# 鋸鰭盤唇鱨
鋸鰭盤唇鱨，為輻鰭魚綱鯰形目倒立鯰科的其中一種，分布於非洲莫三比克、史瓦濟蘭、南非及辛巴威間的澎哥洛河與林波波河，偏愛具有落差的岩石激流，會用嘴巴黏緊石頭，攀登潮溼障礙，體長可達8.5公分，可做為觀賞魚。

## 扩展阅读
維基物種上的相關：鋸鰭盤唇鱨